# Irvington (Virgínia)
Irvington é uma cidade  localizada no estado norte-americano de Virginia, no Condado de Lancaster.

## Demografia
Segundo o censo norte-americano de 2000, a sua população era de 673 habitantes.
Em 2006, foi estimada uma população de 651, um decréscimo de 22 (-3.3%).

## Geografia
De acordo com o United States Census Bureau tem uma área de
4,7 km², dos quais 3,9 km² cobertos por terra e 0,8 km² cobertos por água. Irvington localiza-se a aproximadamente 4 m acima do nível do mar.

## Localidades na vizinhança
O diagrama seguinte representa as localidades num raio de 36 km ao redor de Irvington.